# Adrian Ursea
Adrian Dante Ursea, né le 14 septembre 1967 à Slobozia, est un ex-footballeur helvético-roumain, reconverti dans les fonctions d'entraîneur.

## Biographie
Né à Slobozia le 14 septembre 1967, Adrian Ursea grandi dans la ville de Ploiesti, située à 50 km au nord du Bucarest, où ses parents se sont installés quelques mois après sa naissance.
Il commence le football dans le club de Petrolul Ploiesti l’année de ses 8 ans.
Durant sa formation à Ploiesti, il est marqué par le travail et la philosophie de son formateur, Noni Lindenberg, qui accordait autant de valeur au travail scolaire que sportif.

## Carrière de joueur

### Carrière en Roumanie
À la moitié de sa quinzième année, Adrian Ursea ,, est contingenté pour la première fois avec la première équipe du Petrolul Ploiești, qui évolue en première division roumaine. À 17 ans, le milieu de terrain effectue sa première titularisation.
En parallèle, il gravi progressivement les échelons des équipes nationales juniors, jusqu’à devenir le capitaine des M21. Milieu de terrain en vue, il attire alors les convoitises de différents clubs de Bucarest. Après des discussions avec le Steaua Bucarest et le Dinamo Bucarest, il s’engagera finalement à Victoria Bucarest, peut-être le résultat de tractations politiques dans un contexte de la fin du communisme en Roumanie.
Avec le Victoria Bucarest, il atteint les quarts de finale de la Coupe de l’UEFA (1988-1989) après avoir battu les Maltais de Sliema Wanderers, les Biélorusses du Dinamo Minsk, les Finlandais du Turun Palloseura à Turku. C’est le Dynamo Dresde qui les a écartés en quarts de finales. Aussi qualifiés pour l’édition 1989-1990, ils perdront leur premier match contre Valence.
La révolution roumaine en décembre 1989 qui met fin au régime de Nicolae Ceausescu affecte aussi sa carrière, puisque Victoria Bucarest est dissout par la fédération de football roumaine. Adrian Ursea retourne donc dans son premier club, le Petrolul Ploiești, qui s’était qualifié pour la Coupe de l’UEFA (1990-91) et qui affrontait Anderlecht lors du premier tour de la compétition. C’est à ce moment-là qu’il commence à envisager un départ à l’étranger.
Durant le début de sa carrière professionnelle, il suit en parallèle des études, d’abord en obtenant son baccalauréat au Lycée industriel. Durant cette période, il bénéficiera de l’implication de Noni Lindenberg, qui a tenté de mettre en place des aménagements scolaires pour ses juniors, sur un principe de sport-étude. Alors qu’il vient de signer au Victoria Bucarest, il s’engagera ensuite dans 5 ans d’études à l’Institut du Pétrole et du Gaz de Ploiesti, pour y devenir ingénieur. Il est alors l’un des seuls joueurs professionnels de Roumanie à suivre des études en parallèle d’une carrière professionnelle de footballeur. Son départ à l’étranger l’empêche de compléter sa formation, malgré les 5 années validées avec de bons résultats.

### Carrière internationale
Passé par toutes les catégories juniors, Adrian Ursea sera même désigné capitaine lorsqu'il évoluait en M21.
En 1990, l’équipe nationale de Roumanie est qualifiée pour la Coupe du Monde en Italie. D’abord retenu dans le groupe, il fera partie des trois derniers joueurs écartés, après avoir effectué toute la préparation.
Il comptera tout de même 4 sélections avec l’équipe nationale roumaine.
Cette situation le pousse à envisager un départ et un engagement à l’étranger dès qu’une offre lui serait proposée.

### Carrière en Suisse
Au printemps 1992, le FC Locarno en Suisse italophone lui propose un contrat. Il s’envole alors pour le sud de la Suisse au mois de février pour rejoindre l’équipe entraînée par Roberto Morinini qui évolue en Ligue Nationale B.
Il honorera son contrat jusqu’à la fin de la saison. Il s’engage alors dans le club genevois de CS Chênois qui évolue aussi en D2 Suisse. Il y fait la connaissance de l’entraîneur Radu Nunweiller, qui était aussi un des joueurs les plus en vue dans l’histoire du football roumain.
Cette rencontre est cruciale dans son choix de continuer dans la formation après sa carrière et de s’engager en tant qu’entraîneur. C’est lui qui lui permet de s’intéresser en profondeur aux principes de jeu et à la tactique. La dimension de plaisir, pour les joueurs et le public, de son approche du jeu, mais aussi de la progression individuelle et collective des joueurs, dans un univers sportif professionnel, est une découverte qui marquera Adrian Ursea pour longtemps.
Deux mois après son engagement à l’été 1993, il se déchire les ligaments croisés à l’âge de 24 ans. Cette blessure remet beaucoup de choses en questions pour Adrian Ursea et sa femme, qui l’a suivi en Suisse. Alors qu’il était sur le point d’abandonner l’université, l’avenir semble flou pour le couple. Après une opération et une année de convalescence, il peut réintégrer le groupe de Radu Nunweiller.
Il commence aussi à préparer ses diplômes d’entraîneur à cette période-là.
En octobre 1994, après sa convalescence, Adrian Ursea fait le pari de relancer sa carrière en Roumanie, au Rapid Bucarest. Mais la situation dans le club et des dissensions entre le joueur et le club font qu’il quitte la structure rapidement, après avoir disputé deux rencontres pour le club de la capitale roumaine.
Il évolue alors une demie saison à Carouge, puis au FC Bulle avant de s’engager à Vevey Sports. Entre 1997 et 1999, alors qu’il joue au Stade Nyonnais, Adrian Ursea commence aussi à entraîner. Régulièrement, il donnera des entraînements spécifiques aux M21 de Lausanne-Sport, qui partage le même président que son club du moment.
S’il s’est longtemps dit déçu de ne pas avoir évolué au plus haut niveau helvétique ou européen, son expérience en Suisse lui ouvre les yeux sur l’importance et la richesse du football amateur. Alors qu’il a connu le football professionnel depuis l’âge de 15 ans, qu’il comptait 180 rencontres de première division roumaine à 23 ans, il découvre aussi la résilience, à travers sa blessure et le fait d’évoluer en D2, qui est un aspect primordial de la mentalité d’un sportif à ses yeux.

## Carrière d'entraîneur
Sa première mission de coach, il la vit à Vevey Sports en tant qu’entraîneur-joueur durant une saison.

### Premier engagement à Servette

#### 2001-2002
Après cette année, Lausanne-Sport lui propose un poste d’entraîneur principal d’une équipe de jeunes. En parallèle, Lucien Favre qui entraîne le Servette FC, est à la recherche d’un adjoint. Ils sont mis en contact par un ami en commun et se découvrent une affinité au niveau du football et de la manière de concevoir le jeu. Adrian Ursea, bien que sur le point de s’engager au Lausanne-Sport, rejoint finalement le staff de Lucien Favre.
Cette année-là, le club vainqueur de la Coupe de Suisse l’année précédente fera une belle aventure en Coupe UEFA. Avec Alex Frei, Eric Pédat, Sébastien Fournier ou encore Hilton dans son effectif Servette tombe en huitièmes de finale contre le FC Valence, après avoir éliminé le Slavia Prague, le Real Saragosse et le Hertha Berlin.
À la fin de la saison, l’UEFA décide de réguler les propriétaires de clubs, de manière à éviter les conflits d’intérêts. Ainsi Canal +, qui possédait Servette, mais aussi le Paris Saint-Germain, est contraint de changer son fonctionnement. Le groupe est alors contraint de tout faire pour vendre le club et Lucien Favre est démis de ses fonctions. Dans un premier temps, Adrian Ursea veut le suivre, mais le Vaudois parvient à le convaincre de rester honorer la fin de son contrat et engranger de l’expérience.

#### 2002-2003: Premier intérim
C’est Roberto Morinini qui est ensuite placé à la tête du club Grenat, en proie à de fortes tractations et conflits d’influence en coulisse. En tant qu’adjoint, Adrian Ursea retrouve le premier entraîneur avec qui il a travaillé en Suisse au FC Locarno. Après un tour préliminaire difficile, où Servette termine juste au-dessus de la barre, Roberto Morinini est écarté du club trois matchs après le début du tour de promotion et Adrian Ursea réalise alors son premier intérim en tant qu'entraineur principal au plus haut niveau.
Le 16 mars 2003, Servette commence aussi à jouer dans son nouveau stade de la Praille. Adrian Ursea est à ce titre le premier entraîneur à remporter un match sur le banc du nouveau stade avec les Grenat (3-1 contre Thoune le 17 avril 2003). Il est aussi à ce moment-là le plus jeune entraîneur du championnat helvétique (37 ans).

#### 2003-2004
La saison suivante, le club est toujours embourbé dans des difficultés administratives, avec des changements à la direction qui préfigurent la faillite à venir. La direction décide d’engager Marco Schällibaum, alors en poste à Young Boys, pour le rôle de coach principal. Adrian Ursea, encore une fois, reste fidèle au club et revient au rôle d’adjoint, estimant avoir encore besoin de se former avant de prendre définitivement la tête d’un club de première division. Servette termine à la troisième place du classement de Super League et est engagé dans le deuxième tour de qualification pour la Coupe UEFA.

#### 2004-2005: Deuxième intérim
Au départ de la saison 2004-2005, Servette est toujours sujet à des problèmes internes. Le club sera d’ailleurs sanctionné de trois points de pénalité avant même le début de la saison pour des irrégularités au niveau des qualifications des joueurs.
Après un début de saison catastrophique, Marco Schällibaum est écarté du club après 5 rencontres, le 16 août 2004. Adrian Ursea commence alors son deuxième intérim à la tête de la première équipe. En arrivant à la trêve hivernale, après 13 journées sous les ordres de l’entraîneur intérimaire, Servette se classe 8e, à 8 points de la deuxième place avec 20 points. Il en comptabilisait -2 après 5 journées.
Cet intérim dure jusqu’au 4 février 2005, date à laquelle le club est déclaré en faillite par la justice genevoise.
Durant cette période trouble, l’entraîneur solidifie la solidarité au sein d’un groupe qui expérimente les retards de salaires et le délitement de la structure de Servette. Une période qui a aussi marqué plusieurs des anciens joueurs. Ensemble, ils expérimentent l’aspect formateur de l’échec.
En 2020, à l’occasion de la nomination d’Adrian Ursea à Nice, d’anciens joueurs, dont Oscar Londono, s’exprimaient dans la presse au sujet de son ancien entraîneur : “On voyait qu’il y avait une collaboration saine et constructive dans le staff. Il y avait de la continuité et de la qualité aux entraînements, une ligne directrice. Après, Morinini est arrivé avec des idées totalement différentes: un jeu plus défensif, on subissait et on jouait les contres. Ce n’est pas ce dont Adrian est fan, mais il a été correct et s’est adapté.”
Dans le même contexte, Christian Karembeu s’est aussi remémoré son expérience genevoise, avec Adrian Ursea pour Ouest France: “C’est un gars super, très proche des joueurs, à leur écoute. C’est un homme toujours droit. Toujours à la recherche du jeu. C’est aussi un gagneur”.
Même son de cloche pour Viorel Moldovan: “J’ai eu de très bon rapports avec lui. C’est un très bon garçon, équilibré, intelligent, capable de faire de bonnes choses, dans le travail et avec des jeunes. J’ai beaucoup de respect pour lui”.
Après cette faillite, il passera ensuite un moment dans le staff du Meyrin FC en 2005.

### Responsable de la formation à Neuchâtel Xamax (2007-2011)
Après la faillite du club genevois, deux voies se présentent à Adrian Ursea: continuer dans une structure professionnelle, mais avec des possibilités limitées ou s’engager dans une structure de formation. Il reçoit alors une proposition de Neuchâtel Xamax pour devenir responsable technique et donc chef de la formation.
Il y voit une occasion de compléter ses connaissances et son approche du football, puisqu’il avait presque directement commencé dans des rôles d’adjoints du plus haut niveau helvétique.
Il y met en place une méthodologie et une approche propre, qui se veut complète pour le joueur, où le football est un instrument d’éducation qui s’inscrit dans le parcours de vie des joueurs. Dans le même temps, il apprend à gérer un staff de plus de 40 personnes et des joueurs dans des périodes cruciales de leurs vies. Il essaie de ne pas limiter l’impact de la formation footballistique au jeu, mais insiste aussi sur l’éducation et l’importance de l’école dans le cursus des jeunes athlètes, comme le faisait avec lui son mentor Noni Lindenberg à Ploiesti.
Son travail dans cette structure s’est notamment fait remarquer en 2010, lorsque les moins de 18 ans du club se sont adjugés la coupe de Suisse de leur catégorie, en renversant la formation de Young Boys en finale (4-0). L’équipe comptait dans ses rangs notamment Max Veloso et Freddy Mveng. Il s’agit du premier et du seul titre remporté sous la présidence de Sylvio Bernasconi, sans compter la promotion en première division en 2007. La presse a aussi semblé conquise par la performance des jeunes Neuchâteloises: “C'est toute l'équipe qui a offert un magnifique spectacle à la Maladière. Jeu à terre, utilisation des ailes, maîtrise technique, vitesse, calme devant le but, esprit de sacrifice.”
L’approche mise en place par Adrian Ursea et son staff semble donc porter ses fruits, pas seulement au niveau footballistique, comme l’explique Gérald Rossier, à la tête des M18:  Notre philosophie de jeu ne nous met pas à l'abri des erreurs. Nous enseignons aux jeunes à développer l'action depuis l'arrière, à construire sans balancer. Pour nous, la manière importe plus que le résultat. Il faut donc accepter une prise de risques.” L’aspect humain n’est pas non plus négligé, comme l’explique Adrian Ursea dans le même article: “On est très attentif au développement du jeune en tant qu'être humain. Il ne faut pas oublier qu'un ou deux joueurs par volée au maximum pourront vivre du football”. Une philosophie qui va s’ancrer et s’étoffer aux travers ces années à Neuchâtel.
À partir de mai 2011, il fait à nouveau les frais de mauvaise gestion à la tête du club. Le président Sylvio Bernasconi vend ses actions à un investisseur Tchétchène, Bulat Chagaev. C’est Bernard Challandes qui est désigné comme entraîneur principal pour la fin de la saison et demande à être secondé par Adrian Ursea.
Après un épisode invraisemblable durant la finale de Coupe de Suisse, où le président tchétchène était allé mettre la pression sur son équipe flanqué d’hommes armés, Adrian Ursea décide de s’éloigner de la première équipe et de redevenir responsable technique. Alors qu’il est en vacances, le président Islam Satujev l’écarte de la structure.

#### Membre fondateur de la “Fondation Gilbert Facchinetti"
Voyant le club partir à la dérive, Adrian Ursea et plusieurs acteurs neuchâtelois tentent de sauver la structure de formation mise en place et ainsi épargner les jeunes. Le groupe cherche aussi un moyen de mettre cette structure à l’abri des problèmes financiers du club.
Alors que le club s’enfonce, l’idée de créer une fondation, indépendante du point de vue financier, fait son chemin et se met en place au cours de la saison.
À la faillite, tous les impératifs sont prêts pour le lancement de la Fondation Gilbert Facchinetti, qui évite alors que les déboires de la première équipe ne se répercute sur les équipes juniors. Il reprend alors son rôle de responsable technique dans la structure.
En 2014, le besoin de se rapprocher à nouveau du terrain se fait sentir. Adrian Ursea reprend alors les M18 de la Fondation Gilbert Facchinetti et c’est Frédéric Page qui en devient directeur technique.
Cette expérience lui permet de mettre en place des idées et des concepts difficiles à tester dans un rôle principalement administratif. C’est aussi une expérience nouvelle à un poste d’entraîneur principal, qui ne s’inscrit pas dans un intérim comme à Servette. Il y restera jusqu’à l’été 2016.
Son collègue Alexandre Rey s’est aussi exprimé à son sujet dans la presse au début de son intérim à Nice: «Adrian privilégiait le jeu par rapport aux résultats. Peu importe s’il prenait des valises. Ce qui l’intéressait, c’était de prendre un joueur à l’instant T et juger sa progression un an après.»

## Premier passage à Nice
En mai 2016, Lucien Favre succède à Claude Puel en tant qu’entraîneur principal de l’OGC Nice. Sa collaboration avec Adrian Ursea à Servette plus de 10 ans avant s’était bien passée, et les deux hommes partagent plusieurs valeurs dans la pratique du football. Le contact est toujours vif et finalement, Adrian Ursea débarque sur la Riviera, une nouvelle fois dans un rôle d’adjoint.
Durant cette période, Adrian Ursea se fait remarquer pour son travail et aimé pour ses qualités humaines par les joueurs, les dirigeants du club et le public. Son travail d’accompagnement de Mario Balotelli est aussi salué. Balotelli s’était lui-même exprimé sur leur collaboration dans Nice-Matin: “(Au sujet des assistants de Lucien Favre): Je suis vraiment très proche d’eux parce qu’ils sont disponibles, pas seulement pour moi mais pour tout le monde. Ce sont deux adjoints qui pourraient déjà être entraîneurs principaux par leurs compétences footballistiques, On partage les mêmes idées, on peut échanger sur le football comme sur d’autres sujets. Ce sont deux personnes importantes pour moi”.
Cette saison-là, Nice crée la surprise en étant champion d’automne.
Lucien Favre quitte le club de la Côte d’Azur pour le Borussia Dortmund au terme de la saison 2017-2018. Adrian Ursea renonce à le suivre dans la Ruhr et revient en Suisse.
A l’arrivée de l’adjoint, Lucien Favre ne tarissait pas d’éloge sur le site de l’OGN Nice: “J'ai pensé à Adrian car on parle le même langage, il aime la finesse. Des fois on a les mêmes idées, des fois pas tout à fait, mais on arrive à échanger et à trouver solutions positives.”

### Deuxième passage à Servette M21
De retour à Genève, Adrian Ursea prend les rênes des moins de 21 ans de Servette en mai 2019, qui évolue en Deuxième Ligue Interrégionale (D5 Suisse). Durant ces 4 mois à la tête des Grenats, il va marquer les esprits avec des résultats hors pair.
Avant son deuxième départ pour Nice, en novembre, les statistiques de son équipe sont ahurissantes. En 13 matches, les jeunes Grenat comptaient 13 victoires, 44 buts marqués et 10 encaissés. Mais après son départ, l’équipe n’arrivera pas à atteindre son objectif à savoir la promotion en Première Ligue (D4).

## Deuxième passage à Nice: Responsable vidéo, adjoint et entraîneur principal
Après seulement quatre mois loin de l’OGC Nice, le club souhaite le retour du technicien helvético-roumain. Le club crée alors le poste de responsable vidéo et le propose à l’ancien adjoint de Lucien Favre, qui accepte. Il intègre alors le staff de Patrick Vieira le 6 novembre 2019, alors entraîneur principal des Aiglons.
En mars 2020, la pandémie de Covid-19 vient chambouler la tenue du championnat.
Pour la saison 2020-2021, Patrick Vieira, qui veut profiter de son expérience, propose à Adrian Ursea de quitter les tribunes pour se rapprocher du banc et reprendre un rôle d’adjoint, ce qu’il accepte.
En raison de résultats que les dirigeants niçois jugent insuffisants, Patrick Vieira est écarté de son poste, qui est proposé par intérim à Adrian Ursea. Il prendra sa nouvelle casquette le 5 décembre, alors que le club se classe à la 11e place à la 12e journée avec un bilan comptant 5 victoires, 5 défaites et 2 nuls.
Cette désignation est une surprise pour les médias français, qui ne voient en Ursea qu’un intérimaire pour une courte durée. Pourtant dès sa désignation à ce poste, les dirigeants niçois accordent directement une grande confiance à l’ancien analyste vidéo du club, et assurent qu’il sera en poste au moins jusqu’au terme de la saison.
Lors de sa prise de fonction, le club joue à un rythme très soutenu puisqu’il est aussi engagé sur la scène européenne en Ligue Europa. Ce rythme dicte les possibilités d’entraînements du nouvel entraîneur, qui manque de temps pour mettre en place et travailler certains principes de jeu. Cela l’oblige à se concentrer principalement sur deux aspects, les analyses vidéos pour travailler la tactique, et la confiance du groupe, qui est en cruel manque de résultats.
Les deux premiers mois, qui se déroulent dans le contexte décrit précédemment, sont compliqués au niveau des résultats, avec deux victoires en deux mois (15e journée, 2-0 contre Nîmes et 21e journée, 1-0 contre Lens). Durant cette période, les blessures n’épargnent pas le club, et Adrian Ursea est obligé d’aligner une formation différente pour ces 23 premières rencontres à la tête de Nice.
À la 26e journée, le club pointe à la 16e place et tout le monde le voit jouer le maintien. Mais le travail réalisé, qui vise à proposer un football total, attractif, joueur, intéressant, porteur de sens et de valeurs pour les joueurs comme pour le public, commence à payer. Sur les douze dernières rencontres de la saison, Nice en remporte sept, perd trois fois et fait deux matchs nuls. Marseille, Lyon et Rennes font partie des équipes défaites dans cette dernière partie de saison.
À la fin de son intérim, son équipe se classe à la 9e place. Un résultat qui satisfait les dirigeants niçois et les observateurs, notamment concernant le travail réalisé pour décrocher ce classement alors que de nombreuses blessures ont restreint l’effectif niçois.
Comme annoncé, le contrat d’Adrian Ursea n’est pas reconduit, malgré les remerciements et les éloges des membres de la structure niçoise comme des joueurs.
Dans la presse, il exprime sa satisfaction par rapport à cette première expérience du très haut niveau. Un exercice qui semble l’avoir conquis comme il l’explique dans l’Équipe:  « (...) sur un plan personnel, j'ai pris goût à être numéro 1. J'ai un certain âge (53 ans) et je veux vraiment vivre cette expérience en participant à un mercato pour construire un groupe, faire une pré-saison et avoir le temps pour faire partager mes idées à une équipe. Je suis prêt ».
Dans les médias, il annonce avoir été approché par des clubs, en France et en Suisse comme à l’étranger. Il était pressenti par la presse helvétique pour être le successeur de Giorgio Contini à la tête du Lausanne-Sport, un club qui est la propriété d’Ineos, comme l’OGC Nice. Dans une interview, Ursea ne nie pas avoir été en contact avec le club vaudois ; il y infirme aussi une rumeur, démentant formellement le fait que l’aspect financier ait eu le moindre impact dans le choix d’entraîneur opéré par le club vaudois.